# Estonské dramatické divadlo
Estonské dramatické divadlo (estonsky: Eesti Draamateater) je významnou divadelní scénou v estonském hlavní městě Tallinnu, které se zaměřuje na činohru. Plní funkci národního divadla, spolu s Estonským divadlem, jež sídlí hned vedle, a které se zaměřuje na operu a balet. Dramatické divadlo má sídlo v secesní budově bývalého Německého divadla, která byla postavena v roce 1910 podle návrhu architektů Nikolaje Vasiljeva and Alexeje Bubyra. Soubor estonského dramatického divadla vznikl roku 1924 pod názvem Draamastuudio Teater a v Německém divadle nejprve hostoval. V roce 1937 byl soubor přejmenován na Estonské dramatické divadlo a v roce 1939 zakoupil i budovu a přejmenoval ji podle sebe. Brzy však musel tento název ustoupit pod tlakem německých a později ruských okupantů. K názvu se divadlo vrátilo až roku 1989. V té době již hrálo velkou politickou roli, když uvádělo řadu her kritických k sovětské okupaci, od autorů jako byli Jaan Kruusvall nebo Rein Saluri. Hlavní sál divadla pojme 436 diváků, v budově jsou i dva menší sály, se 170 a 70 místy.